# Andromède (Q201)
Pour les articles homonymes, voir Andromède.
L'Andromède (Q201) était un sous-marin français de classe Aurore.